# Movimiento de Acción Popular Marxista-Leninista
El Movimiento de Acción Popular Marxista-Leninista (MAP-ML) es un partido político de Nicaragua, de ideologías comunista y marxista-leninista. 

## Fundación
Fue fundado en 1972 por Marvin Ortega, Alejandro Gutiérrez, Julián González, Juan Alberto Henríquez Oporta y Pablo Martínez, como un apéndice de la guerrilla marxista del Frente Sandinista de Liberación Nacional (FSLN). Durante la insurrección de 1978 y 1979 contra la dictadura de Anastasio Somoza Debayle y su Guardia Nacional (GN) el MAP-ML formó unas milicias llamadas Milicias Populares Antisomocistas (MILPAS), que funcionaron política y estratégicamente, de manera autónoma al FSLN. El partido era apoyado por Albania y China y algunas organizaciones político-militares como el Ejército Revolucionario del Pueblo en El Salvador, Ejército Popular de Liberación en Colombia, Bandera Roja de Venezuela, todos afines a las líneas chinas y posteriormente, albanesas. El MAP-ML, sostuvo varios frentes de guerra, en Managua liderados por Juan Alberto Henríquez Oporta, Alejandro Gutiérrez, Antonio Rodríguez y otros cuyos seudónimos eran "Chapulin", "el popo", "Moisesón". En Masaya, Carazo, León, Chinadega, Matagalpa.

## Años 1980
Tras el triunfo de la Revolución Sandinista el 19 de julio de 1979 sobre el somocismo, el MAP-ML estuvo en una serie de ocupaciones de tierras e industrias quitadas a los grandes capitalistas. Con órdenes para arrestar a los aliados burgueses el FSLN suprimió tales ocupaciones y encarceló a los líderes del MAP-ML junto con otros opositores; el Movimiento de Acción Popular Marxista-Leninista sufrió represiones en puntos severos. Su periódico El Pueblo fue clausurado por el gobierno sandinista y su ala laboral, el Frente Obrero (FO), también fue suprimido.

## Reacciones contra la represión
Como reacción a la represión del MAP-ML el gobierno albanés rompió las relaciones diplomáticas con el gobierno nicaragüense (dirigido por el comandante Daniel Ortega, coordinador de la Junta de Gobierno de Reconstrucción Nacional (JGRN), causando una división en el campo pro-Albania y grupos comunistas (como el Partido Comunista en Suecia, PCS; el Partido Comunista Obrero de Francia, PCOF, y el Partido Comunista de España (marxista-leninista), PCE (ml), los cuales continuaron apoyando al partido, el cual criticó la economía mixta que el FSLN practicaba en esa época. El primer preso político del gobierno sandinista fue el director del periódico "El Pueblo" el Dr. Melvin Wallace Simpson, este fue apresado el 21 de julio de 1979, siendo su paradero desconocido durante mucho tiempo. El periódico "El Pueblo" que contaba con gran popularidad, en 1980 le fueron confiscados por el gobierno sandinista: la imprenta, vehículos y cuentas bancarias, con el fin de suprimirlo, estos recursos nunca fueron regresados y se desconoce el paraderos de estos. En el mes de enero de 1980 se produjo una represión generalizada en contra del MAP-ML y el Frente Obrero (FO), algunos de sus miembros fueron condenados hasta a 13 años de prisión, lo que produjo movilizaciones nacionales e internacionales, huelgas de hambre de los prisioneros y sus familiares, estos últimos se tomaron la sede de la Cruz Roja Internacional, en su sede en Belmonte, Managua, ya que no se pronunciaban, ni daban garantías de la vida de los presos. Luego de promesas de liberación los familiares y miembros del MAP-ML, se dirigen hacia "La Prensa" único diario opositor de circulación nacional, para protestar porque no publicaban nada de la desaparición de sus familiares. Estos presos fueron liberados en junio de 1980, luego de 4 1/2 meses de estar con paradero desconocido.

## Elecciones de 1984
En las elecciones generales del 4 de noviembre de 1984 el MAP-ML fue uno de los 7 partidos que se presentó a tales comicios y quedó en la casilla 5 en las boletas para elegir al Presidente y Vicepresidente de la República, representantes (diputados desde 1995) nacionales y departamentales de la Asamblea Nacional de Nicaragua y concejales municipales. Tuvo como candidatos a la presidencia y vicepresidencia a Isidro Ignacio Téllez Toruño y Juan Alberto Henríquez, respectivamente, los cuales sacaron una bajísima cantidad de votos, apenas el 1% del electorado); el lema era “¡Ni un voto a la burguesía! ¡Balas para el imperialismo!”. Esas elecciones las ganó el candidato del oficialista FSLN, Daniel Ortega, con 735,967 votos (62.89%); en segundo lugar quedó el Partido Conservador Demócrata de Nicaragua (PCDN) con 154,327 (13.18%) y en tercer lugar el Partido Liberal Independiente (PLI), seguido por el MAP-ML, el Partido Popular Social Cristiano (PPSC), el Partido Socialista Nicaragüense (PSN) y el Partido Comunista de Nicaragua (PC de N). El partido quedó con 2 representantes de la Asamblea Nacional con el 2.1% de los votos en las boletas legislativas.

## Elecciones de 1990 y 1996
El MAP-ML fue el único partido que votó en contra de la Constitución Política del país, hecha por el gobierno sandinista, a finales de 1986 y que fue publicada en La Gaceta, Diario Oficial, del 9 de enero de 1987; el partido participó en las elecciones del 25 de febrero de 1990, en la casilla 6 de las mismas boletas, las cuales ganó la candidata presidencial de la alianza de 14 partidos opositores al FSLN Unión Nacional Opositora (UNO) Violeta Chamorro con el 54% de los votos (777,522), el FSLN tuvo el 40% (579,886), el Movimiento de Unidad Revolucionaria (MUR) 1.10% (16,751) y el resto los otros partidos 1.9%, o sea 28,816. El MAP-ML tuvo como candidatos a la presidencia y vicepresidencia a Isidro Ignacio Téllez Toruño y Carlos Domingo Cuadra Cuadra, respectivamente, quedando con 8,135 votos (0.6%) perdiendo el partido su representación parlamentaria ese año.
En las elecciones del 20 de octubre de 1996 quedó en la casilla 8 de las boletas para elegir al presidente y vicepresidente, alcaldes y vicealcaldes; concejales; diputados departamentales, nacionales y ante el Parlamento Centroamericano (Parlacen). Esas elecciones las ganó el candidato de la Alianza Liberal (AL) Arnoldo Alemán –exalcalde de Managua por la UNO– con 904,908 votos (51.3%) sobre el FSLN; el partido desapareció después de esas elecciones por no alcanzar los requisitos de votos para mantenerse como tal, de acuerdo a la ley. En los comicios del 4 de noviembre de 2001 el MAP-ML apoyó simbólicamente al candidato sandinista Daniel Ortega, formando parte de la coalición de partidos aliados al FSLN Convergencia Nacional, ya que no existía como partido de manera oficial y además nunca tuvo arraigo popular.